# IC 4490
IC 4490 ist ein Doppelstern im Sternbild Zentaur. Das Objekt wurde im Februar 1897 von Robert Innes entdeckt und fälschlicherweise in den IC-Katalog aufgenommen.